# Рудник Франко
Рудник Франко — колишній гірничодобувний майданчик у Меланезії на острові Нова Каледонія (заморське володіння Франції).
На відміну від решти хромітових копалень Нової Каледонії, що працювали з корінними гірськими породами, проєкт Франко передбачав розробку багатих на хром пісків у дельті річки Непуї (Népoui), у сточищі якої лежить складений з ультраосновних порід масив Копето. Хромітові піски мали товщину близько 1 метра та містили від 5 % до 20 % Cr2O3.
Копальня почала діяльність не пізніше 1948 року, коли видобула 7 тисяч тонн руди. Первісно нею опікувався підприємець Анрі Лафльор (Lafleur, надалі став відомий як засновник великої компанії з видобутку нікелю Société Minière du Sud Pacifique), а в 1948-му вона перейшла до Societe Caledonienne de Chrome (також володіла хромітовим рудником Chagrin).
Інше джерело характеризує копальню як таку, що короткочасно експлуатувалась у 1952 році.
Також є відомості, що належна до копальні Франко збагачувальна установка виробила 5 тисяч тонн Cr2O3 при його вмісті в концентраті на рівні 50 %.